# Шэн
Шэн (кит. упр. 笙, пиньинь shēng) — губной орга́н, один из древнейших музыкальных инструментов Китая. Японский аналог шэна — сё.

## История
Шэн приобрел популярность в эпоху правления династии Чжоу, так как его часто использовали в качестве аккомпанементного инструмента для придворных певцов и танцоров. В дальнейшем он нашел свой путь среди простой публики и превратился в обыкновенный инструмент для публичных концертов, ярмарок, различных народных торжеств и прочих событий.
В 1740 году Иоганн Вильде путешествовал по Китаю, где и познакомился с музыкальным инструментом шэн; он же считается его распространителем в Европе. Однако некоторые[кто?] считают, что инструмент попал в Европу на несколько столетий раньше.
В 1978 году в провинции Хубэй при раскопках было обнаружено несколько шэнов, которые датируются временем более чем двухтысячелетней давности.
В начале XIX века элемент инструмента явился прототипом для изобретения фисгармонии и аккордеона.

## Устройство, звучание, особенности
Шэн состоит из деревянного или медного (в древности тыквенного) чашеобразного корпуса с мундштуком, сверху которого вставлены бамбуковые или тростниковые трубки разной длины. Трубок, как правило, 17, из которых 3, 4 или 7 являются декоративными и не участвуют в звукообразовании.
На крышке чаши по окружности расположены отверстия, в которые вставлены тростниковые или деревянные трубки с медными язычками в основании. У каждой трубки в нижней части имеется одно боковое отверстие, которые закрывают пальцами. Шэн имеет хроматический 12-ступенный звукоряд
Из всех традиционных китайских музыкальных инструментов только шэн можно использовать в ансамбле с другими инструментами для гармонизации тембра и обогащения звучания оркестра. В крупном симфоническом оркестре национальных музыкальных инструментов иногда употребляют «шэн-верхи», «шэн-альт» и «шэн-бас